# Stygocyathura salpiscinalis
Stygocyathura salpiscinalis is een pissebed uit de familie Anthuridae. De wetenschappelijke naam van de soort is voor het eerst geldig gepubliceerd in 1982 door Botosaneanu & Jan Hendrik Stock.